# Lake Wazeecha
Lake Wazeecha és una concentració de població designada pel cens dels Estats Units a l'estat de Wisconsin. Segons el cens del 2000 tenia 2.659 habitants.

## Demografia
Segons el cens del 2000, Lake Wazeecha tenia 2.659 habitants, 953 habitatges, i 779 famílies. La densitat de població era de 273 habitants per km².
Dels 953 habitatges en un 40% hi vivien nens de menys de 18 anys, en un 74,3% hi vivien parelles casades, en un 5,2% dones solteres, i en un 18,2% no eren unitats familiars. En el 14,4% dels habitatges hi vivien persones soles el 4% de les quals corresponia a persones de 65 anys o més que vivien soles. El nombre mitjà de persones vivint en cada habitatge era de 2,78 i el nombre mitjà de persones que vivien en cada família era de 3,09.
Per edats la població es repartia de la següent manera: un 28,6% tenia menys de 18 anys, un 5,9% entre 18 i 24, un 30,4% entre 25 i 44, un 26,4% de 45 a 60 i un 8,8% 65 anys o més.
L'edat mediana era de 38 anys. Per cada 100 dones de 18 o més anys hi havia 100,7 homes.
La renda mediana per habitatge era de 54.261 $ i la renda mediana per família de 58.347 $. Els homes tenien una renda mediana de 41.773 $ mentre que les dones 28.940 $. La renda per capita de la població era de 22.094 $. Aproximadament el 3,2% de les famílies i el 4,5% de la població estaven per davall del llindar de pobresa.

## Poblacions més properes
El següent diagrama mostra les poblacions més properes.